# Bezaubernde Cindy
Bezaubernde Cindy – Jetzt werden Wünsche wahr ist eine deutsche Unterhaltungs- und Überraschungsshow, die vom 18. Oktober bis zum 22. November 2013 von dem Fernsehsender Sat.1 ausgestrahlt wurde.

## Konzept
In der Show überrascht Cindy aus Marzahn als Glücksfee nichtsahnende Zuschauer im Studio und auch Menschen auf der Straße. Die erfüllten Wünsche sind dabei sehr unterschiedlich. Allerdings gibt es auch „unangenehme“ Überraschungen.

## Produktion, Ausstrahlung und Einschaltquoten
Bei der Vorstellung der TV-Saison 2013/2014 von Sat.1 wurde bekannt, dass man die neue Show Bezaubernde Cindy – Jetzt werden Wünsche wahr (Arbeitstitel: Cindyrella) mit Cindy aus Marzahn produzieren lässt.
Sat.1 bestellte zunächst nur sechs Folgen und diese wurden unter dem Titel vom 18. Oktober bis zum 22. November 2013 freitags um ca. 22.40 Uhr als Lead-Out von The Voice of Germany ausgestrahlt.
Die erste Staffel wurde vom 8. bis zum 12. Oktober 2013 im Studio A der Studio Berlin Adlershof GmbH produziert.
| Staffel | Folgen | Sender | Sendeplatz        | Staffelpremiere | Staffelfinale | Zuschauer | Zuschauer       | Marktanteil | Marktanteil     |
| Staffel | Folgen | Sender | Sendeplatz        | Staffelpremiere | Staffelfinale | Gesamt    | 14 bis 49 Jahre | Gesamt      | 14 bis 49 Jahre |
| ------- | ------ | ------ | ----------------- | --------------- | ------------- | --------- | --------------- | ----------- | --------------- |
| 1       | 6      | Sat.1  | Freitag 22.40 Uhr | 18. Okt. 2013   | 22. Nov. 2013 | 1,69 Mio. | 1,05 Mio.       | 7,8 %       | 11,9 %          |